# 海巡06轮
海巡06轮是中華人民共和國一艘巡航救助船，长128.6米，满载排水量6600吨，续航力10000海里。該船主要在台灣海峽執行水上交通巡航監管、應急救援等任務。

## 歷史
海巡06轮由中国船舶集团第701研究所设计。2019年5月，海巡06轮開工建造。2021年2月8日，海巡06輪在武昌船舶重工集團雙柳基地下水。2022年4月，海巡06轮在福州交付。7月11日在平潭列编隶属交通运输部的福建海事局。7月31日，海巡06轮首次在台灣海峽執法。
2023年4月5日，海巡06轮聯合海軍、海警艦艇對台灣海峽中北部進行聯合巡航巡查。期間遭海巡署新竹號跟監。